# Terry Gross
Terry Gross (14 de fevereiro de 1951) é uma jornalista americana, e apresentadora e co-produtora executiva de Fresh Air, um programa de rádio baseado em entrevistas produzido por WHYY-FM na Filadélfia e distribuído nacionalmente pela NPR. Desde que ingressou na NPR em 1975, Gross entrevistou milhares de convidados.
Gross ganhou elogios ao longo dos anos por seu estilo de entrevista discreto e amigável, embora muitas vezes sondador, e pela diversidade de seus convidados. Ela tem a reputação de pesquisar o trabalho de seus convidados principalmente na noite anterior a uma entrevista, muitas vezes fazendo-lhes perguntas inesperadas sobre o início de suas carreiras.